# Коваленко Олександр Анатолійович
Олександр Анатолійович Коваленко (нар. 5 вересня 1971) — радянський та український футболіст, воротар.

## Життєпис
Вихованець харківської ДЮСШ. У дорослому футболі дебютував 1988 року в львівській команді СКА «Карпати», потім два сезони грав у Дрогобичі за створену на базі армійської команди «Галичину».
У вищій лізі чемпіонату України грав у командах «Металіст» (Харків), «Торпедо» (Запоріжжя) та СК «Миколаїв». Усього — 13 матчів. Дебют 16 квітня 1992 року, «Волинь» (Луцьк) - «Металіст», 3:1.
Завершував футбольну кар'єру в 1996 році виступами за молдовські клуби «Зімбру-2» (Кишинів) та «Олімпія» (Бєльці).